# أرنو فوس
أرنو فوس هو سياسي أمريكي، ولد في 16 أبريل 1821 في رادن في ألمانيا، وتوفي في 23 مارس 1888 في شيكاغو في الولايات المتحدة. نشط حزبياً في الحزب الديمقراطي. وقد انتخب عضو مجلس نواب إلينوي ‏.